# Бобрицький заказник
Бобрицький — гідрологічний заказник місцевого значення в Україні. Знаходиться в заплаві річки Бобрик притоки річки Псел, поблизу с. Лебединий Бобрик Лебединського району Сумської області. Площа 34,24 га. Заснований у 1985 році з метою збереження в природному стані ландшафту і забезпечення оптимальних умов для існування диких тварин. 